# Shumsk
Shumsk (tiếng Ukraina: Шумськ) là một thành phố của Ukraina. Thành phố này thuộc tỉnh Ternopil. Thành phố này có diện tích ? km2, dân số theo điều tra dân số năm 2001 là 5161 người.